# Henryk Samsonowicz

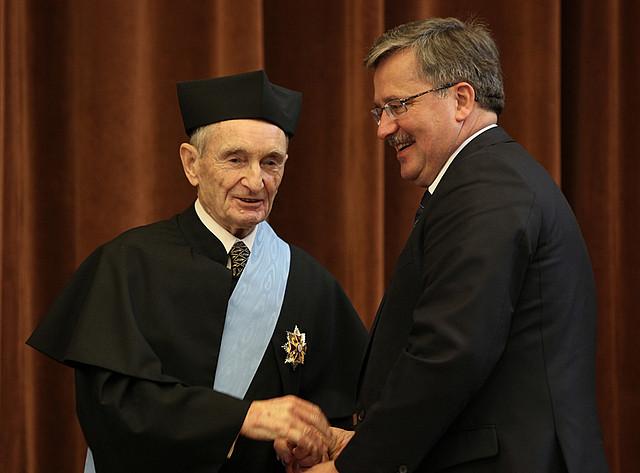
Henryk Samsonowicz 2010 bei seiner Auszeichnung mit dem Orden des Weißen Adlers mit Präsident Bronisław Komorowski

Henryk Samsonowicz (* 23. Januar 1930 in Warschau; † 28. Mai 2021) war ein polnischer Historiker.
Henryk Samsonowicz war der Sohn des Geologen Jan Samsonowicz. Im Jahr 1950 beendete er sein Studium an der Universität Warschau. Ab 1950 arbeitete er ununterbrochen an der Universität Warschau. Im Jahr 1954 wurde er promoviert. Seine Habilitation erfolgte 1960. Ab 1971 war er außerordentlicher Professor. Von 1975 bis 1978 war er Direktor des Historischen Instituts an der Warschauer Universität. Ab 1980 ordentlicher Professor. Von 1979 bis 1984 war er Dekan an der Historischen Fakultät. In den 1980er-Jahren hatte er maßgeblichen Anteil am Erfolg der Solidarność-Bewegung. Von 1980 bis 1981 war er Reformrektor der Universität Warschau. Unter Tadeusz Mazowiecki war er von September 1989 bis Januar 1991 Erziehungsminister der ersten nicht-kommunistischen Regierung in Polen. In der letztgenannten Funktion führte er am 1. September 1990 mittels einer Dienstanweisung (interne Richtlinie der Behörde) den Religionsunterricht an den öffentlichen Schulen ein, wobei die Verfahrensweise nicht dem Gesetz entsprach. Im Jahr 2006 wurde er emeritiert.
Seine Forschungsschwerpunkte waren die Wirtschafts-, Sozial-, Mentalitäts-, Stadt- und politische Geschichte. Samsonowicz wurde 2009 mit dem Historikerpreis der Stadt Münster ausgezeichnet. Mit dem Preis wurden sein Lebenswerk und sein Verdienst um eine gegenwartsbezogene Geschichtsschreibung zum europäischen Mittelalter gewürdigt. Er war ab 1990 Mitglied der Academia Europaea und ordentliches Mitglied der Polnischen Akademie der Wissenschaften. Samsonowicz erhielt Ehrendoktorwürden von den Universitäten Toruń (1998), Lublin (2002), Warschau (2007), Opole (2008) und Danzig (2009). Ihm wurde 2010 der Weiße Adlerorden verliehen.
Henryk Samsonowicz starb am 28. Mai 2021.

## Schriften
- Das lange 10. Jahrhundert. Über die Entstehung Europas. fibre, Osnabrück 2009, ISBN 978-3-938400-44-9. (Rezension)
- Polens Platz in Europa. Aus dem Polnischen von Michael G. Esch, fibre, Osnabrück, ISBN 3-929759-39-X.
- Untersuchungen über das Danziger Bürgerkapital in der zweiten Hälfte des 15. Jahrhunderts. Übersetzt von Berthold Puchert, Weimar 1969.